# Glavničica
Glavničica település Horvátországban, Zágráb főváros Szeszvete városnegyedében. Közigazgatásilag a fővároshoz tartozik.

## Fekvése
Zágráb városközpontjától légvonalban 18, közúton 24 km-re keletre, a Glavničica-patak mentén Drenčec és Laktec között fekszik.

## Története
Az első katonai felmérés térképén „Glavnicza” néven található. Lipszky János 1808-ban Budán kiadott repertóriumában „Glavnichicza” néven szerepel. Nagy Lajos 1829-ben kiadott művében „Glavnichicza” néven 19 házzal, 165 katolikus vallású lakossal találjuk.
1857-ben 149, 1910-ben 304 lakosa volt. Zágráb vármegye Zágrábi járásához tartozott. 
1941 és 1945 között a Független Horvát Állam része volt, majd a szocialista Jugoszlávia fennhatósága alá került. 1991-től a független Horvátország része. 1991-ben lakosságának 99%-a horvát nemzetiségű volt. A településnek 2011-ben 229 lakosa volt.

## Népessége
| Lakosság változása | Lakosság változása | Lakosság változása | Lakosság változása | Lakosság változása | Lakosság változása | Lakosság változása | Lakosság változása | Lakosság változása | Lakosság változása | Lakosság változása | Lakosság változása | Lakosság változása | Lakosság változása | Lakosság változása | Lakosság változása |
| ------------------ | ------------------ | ------------------ | ------------------ | ------------------ | ------------------ | ------------------ | ------------------ | ------------------ | ------------------ | ------------------ | ------------------ | ------------------ | ------------------ | ------------------ | ------------------ |
| 1857               | 1869               | 1880               | 1890               | 1900               | 1910               | 1921               | 1931               | 1948               | 1953               | 1961               | 1971               | 1981               | 1991               | 2001               | 2011               |
| 149                | 173                | 203                | 219                | 258                | 304                | 298                | 317                | 327                | 326                | 321                | 295                | 280                | 266                | 239                | 229                |

## Egyesületek
A település önkéntes tűzoltó egyesületét 1983-ban alapították.